# William Edmund Ironside
William Edmund Baron Ironside of Archangel and of Ironside, britanski feldmaršal, * 1880, † 1959.